# Omoeljachskajabaai
De Omoeljachskajabaai (Russisch: Омуляхская губа, Omoeljachskaja goeba) is een Russische baai in de Oost-Siberische Zee die ten westen van de rivier de Soendroen en ten oosten van de Janabaai ligt. De baai is aan de oostkant geopend en omvat een smal en recht kanaal van 115 kilometer lang. De Chromskajabaai, veertig kilometer zuidelijker, lijkt sterk op de Omoeljachskajabaai. Beide hebben dezelfde monding.